# The Amityville Harvest
The Amityville Harvest es una película estadounidense de terror sobrenatural de 2020 escrita y dirigida por Thomas J. Churchill, y protagonizada por Sadie Katz y Paul Logan.
Es la undécima entrega de la serie de películas de terror de Amityville. La película fue estrenada en formato digital y DVD el 20 de octubre de 2020 por Lionsgate Home Entertainment.

## Sinopsis
Christina intenta grabar un documental sobre contrabando de alcohol mientras se hospeda en una mansión, donde su anfitrión, Vincent, curiosamente no puede ser grabado ni en video ni en audio. Los miembros del equipo de grabación de Christina irán cayendo en sueños sangrientos que los perturbaran, hasta que caen víctimas de un hechizo hipnótico, y ahora su prioridad es sobrevivir la noche en la casa maldita.

## Reparto
- Sadie Katz como Christina
- Paul Logan como Robbie
- Kyle Lowder como Vincent Miller
- Eileen Dietz como la Señora O'Brian
- Julie Anne Prescott como Ditta
- Yan Abedul como Clyde Barrott
- Johanna Rae como Janet
- Eva Ceja como Lexy
- Thomas J. Churchill como Mammon Beelzebub
- Brandon Alan Smith como Cosmo
- Patrick Mulderrig como Randolph